# Без заглавия (рассказ Чехова)
«Без загла́вия» — юмористический рассказ русского писателя Антона Чехова, написанный в 1887 году.

## Создание и публикация
В 1888 году семья Чехова поселилась на Луке, близ города Сум Харьковской губернии, в этот период и появился рассказ «Без заглавия». Рассказ впервые был напечатан 1 января в газете «Новое время», 1888, № 4253, под заглавием «Сказка». Впоследствии, с многочисленными стилистическими корректировками и изменением заглавия, рассказ вошёл в сборник «Помощь пострадавшим от неурожая» (издание газеты «Курьер», 1899), а 1900 году перепечатан для второго издания сборника. Сам Чехов включил рассказ в IV том собрания сочинений.

## Сюжет
Действие рассказа разворачивается в V веке в одном монастыре. Монахи, живущие здесь, никогда не выходили за пределы монастыря, рядом с которым никто никогда не проходил. Их старец играл на органе, сочинял латинские стихи и писал ноты. Несколько десятков лет в монастыре ничего не происходило, и вот, однажды в дверь монастыря постучался один пьяница и попросил накормить его. Помолиться или присоединиться к монахам он отказался, и пристыдил их за то, что они не спасают грешных горожан, которые топят себя в разврате и пороке.
Старец согласился с этим и решил пойти в город. Монахи дожидались его три месяца. Когда он вернулся, то в отчаянии рассказал монахам, что в городе царит разврат, люди целый день сидят в публичных домах, пьют вино и развлекаются. Обессиленный монах ложится спать, а утром обнаруживает, что в монастыре не осталось ни одного монаха — все бежали в город.

## Отзывы
Русский поэт Яков Полонский известил Чехова об успехе рассказа у читателей:

К Новому году Вы одарили нас двумя рассказами: «Каштанка» и «Восточная сказка», и мне приятно сообщить Вам, что оба рассказа Ваши всем здесь понравились. У обоих рассказов конец не только неожиданный, но и знаменательный, — а это главное. Колорит языка вполне соответствует месту, времени и Вашим действующим лицам.

Александр Чехов в тот же день сообщил брату, что познакомился с Николаем Лесковым,

… каковой тебе кланяется и считает тебя гением. Твоя сказка в 1-м № произвела подавляющий эффект.

В 1905 году Учёный комитет Министерства народного просвещения запретил четвёртый том собрания сочинений Чехова в народных библиотеках и читальнях из-за рассказов «Без заглавия», «Пари» и «Воры».